# Bahnstrecke Salzburg–Hangender Stein
| Kursbuchstrecke: | 450 b (1944)                   |                                       |                                       |
| Streckenlänge: | 13,6 + 1,8 km                  |                                       |                                       |
| Spurweite: | 1435 mm (Normalspur)           |                                       |                                       |
| Stromsystem: | 800 Volt =                     |                                       |                                       |
| Zweigleisigkeit: | Salzburg Lokalbahnhof–Fünfhaus |                                       |                                       |
| |                                |                                       |                                       |
| \| \| \| von Lamprechtshausen \| \| \| \| \| Salzkammergut-Lokalbahn von Bad Ischl \| \| \| \| 0,0 \| Salzburg Lokalbahnhof \| 420 m \| \| \| 0,2 \| Kiesel (ab 1941) \| Kiesel (ab 1941) \| \| \| \| Bahnstrecke Rosenheim–Salzburg \| \| \| \| 0,5 \| Fünfhaus \| 420 m \| \| \| \| Straßenbahn Salzburg (ab 1909) \| \| \| \| 1,1 \| Kurhaus \| 419 m \| \| \| 1,5 \| Bazar \| 423 m \| \| \| \| Straßenbahn Salzburg (bis 1908) \| \| \| \| \| Straßenbahn Salzburg (ab 1909) \| \| \| \| 1,9 \| Innerer Stein (bis 1904) \| Innerer Stein (bis 1904) \| \| \| 2,0 \| Mozartsteg (ab 1904) \| 420 m \| \| \| 2,3 \| Äußerer Stein \| 423 m \| \| \| \| \| \| \| \| 2,6 \| Bürgelstein (ab 1909) \| Bürgelstein (ab 1909) \| \| \| 3,0 \| Franz Josef Bad (1930 bis 1943) \| Franz Josef Bad (1930 bis 1943) \| \| \| 3,1 \| Aignerstraße \| Aignerstraße \| \| \| 3,8 \| Weichselbaumerhof (ab 1943) \| Weichselbaumerhof (ab 1943) \| \| \| 4,1 \| Parsch Lokalbahn \| Parsch Lokalbahn \| \| \| \| Karolinenbrücke über die Salzach \| \| \| \| \| Straßenbahn Salzburg (bis 1908) \| \| \| \| 2,8 \| Inneres Nonntal (bis 1899) \| Inneres Nonntal (bis 1899) \| \| \| 3,0 \| Nonntal (ab 1899) \| 421 m \| \| \| 3,5 \| Leopoldskron \| Leopoldskron \| \| \| 3,6 \| Äußeres Nonntal (ab 1887) \| 421 m \| \| \| 4,4 \| Kommunalfriedhof \| 423 m \| \| \| 4,9 \| Kleingmain \| 423 m \| \| \| 6,0 \| Morzg \| 430 m \| \| \| 6,6 \| Einöde (1907 bis 1909) \| Einöde (1907 bis 1909) \| \| \| 7,1 \| Hellbrunn \| 436 m \| \| \| 8,9 \| Anif \| 440 m \| \| \| 10,8 \| Grödig \| 447 m \| \| \| 11,5 \| Buchbichl (ab 1949) \| Buchbichl (ab 1949) \| \| \| 12,3 \| St. Leonhard-Gartenau \| 453 m \| \| \| 12,8 \| St. Leonhard-Drachenloch (ab 1892) \| St. Leonhard-Drachenloch (ab 1892) \| \| \| 13,2 \| Drachenloch (bis 1892) \| Drachenloch (bis 1892) \| \| \| 13,6 \| Hangender Stein \| 461 m \| \| \| \| nach Berchtesgaden \| \| |                                |                                       |                                       |
| Strecke |                                | von Lamprechtshausen                  | von Lamprechtshausen                  |
| Abzweig geradeaus und ehemals von links |                                | Salzkammergut-Lokalbahn von Bad Ischl | Salzkammergut-Lokalbahn von Bad Ischl |
| Kopfbahnhof Strecke ab hier außer Betrieb | 0,0                            | Salzburg Lokalbahnhof                 | 420 m                                 |
| Haltepunkt / Haltestelle (Strecke außer Betrieb) | 0,2                            | Kiesel (ab 1941)                      | Kiesel (ab 1941)                      |
| Kreuzung geradeaus unten (Strecke geradeaus außer Betrieb) |                                | Bahnstrecke Rosenheim–Salzburg        | Bahnstrecke Rosenheim–Salzburg        |
| Bahnhof (Strecke außer Betrieb) | 0,5                            | Fünfhaus                              | 420 m                                 |
| Abzweig mit U-Bahn geradeaus und nach links (Strecke außer Betrieb) |                                | Straßenbahn Salzburg (ab 1909)        | Straßenbahn Salzburg (ab 1909)        |
| Haltepunkt / Haltestelle (Strecke außer Betrieb) | 1,1                            | Kurhaus                               | 419 m                                 |
| Haltepunkt / Haltestelle (Strecke außer Betrieb) | 1,5                            | Bazar                                 | 423 m                                 |
| Abzweig mit U-Bahn geradeaus und nach rechts (Strecke außer Betrieb) |                                | Straßenbahn Salzburg (bis 1908)       | Straßenbahn Salzburg (bis 1908)       |
| Kreuzung mit U-Bahn (Strecken außer Betrieb) |                                | Straßenbahn Salzburg (ab 1909)        | Straßenbahn Salzburg (ab 1909)        |
| Haltepunkt / Haltestelle (Strecke außer Betrieb) | 1,9                            | Innerer Stein (bis 1904)              | Innerer Stein (bis 1904)              |
| Haltepunkt / Haltestelle (Strecke außer Betrieb) | 2,0                            | Mozartsteg (ab 1904)                  | 420 m                                 |
| Bahnhof (Strecke außer Betrieb) | 2,3                            | Äußerer Stein                         | 423 m                                 |
| Abzweig geradeaus, nach links und von links (Strecke außer Betrieb) · Strecke von rechts (außer Betrieb) |                                |                                       |                                       |
| Strecke (außer Betrieb) · Haltepunkt / Haltestelle (Strecke außer Betrieb) | 2,6                            | Bürgelstein (ab 1909)                 | Bürgelstein (ab 1909)                 |
| Strecke (außer Betrieb) · Haltepunkt / Haltestelle (Strecke außer Betrieb) | 3,0                            | Franz Josef Bad (1930 bis 1943)       | Franz Josef Bad (1930 bis 1943)       |
| Strecke (außer Betrieb) · Haltepunkt / Haltestelle (Strecke außer Betrieb) | 3,1                            | Aignerstraße                          | Aignerstraße                          |
| Strecke (außer Betrieb) · Haltepunkt / Haltestelle (Strecke außer Betrieb) | 3,8                            | Weichselbaumerhof (ab 1943)           | Weichselbaumerhof (ab 1943)           |
| Strecke (außer Betrieb) · Kopfbahnhof Streckenende (Strecke außer Betrieb) | 4,1                            | Parsch Lokalbahn                      | Parsch Lokalbahn                      |
| Brücke über Wasserlauf (Strecke außer Betrieb) |                                | Karolinenbrücke über die Salzach      | Karolinenbrücke über die Salzach      |
| Abzweig mit U-Bahn geradeaus und von rechts (Strecke außer Betrieb) |                                | Straßenbahn Salzburg (bis 1908)       | Straßenbahn Salzburg (bis 1908)       |
| Bahnhof (Strecke außer Betrieb) | 2,8                            | Inneres Nonntal (bis 1899)            | Inneres Nonntal (bis 1899)            |
| Bahnhof (Strecke außer Betrieb) | 3,0                            | Nonntal (ab 1899)                     | 421 m                                 |
| Haltepunkt / Haltestelle (Strecke außer Betrieb) | 3,5                            | Leopoldskron                          | Leopoldskron                          |
| Haltepunkt / Haltestelle (Strecke außer Betrieb) | 3,6                            | Äußeres Nonntal (ab 1887)             | 421 m                                 |
| Haltepunkt / Haltestelle (Strecke außer Betrieb) | 4,4                            | Kommunalfriedhof                      | 423 m                                 |
| Bahnhof (Strecke außer Betrieb) | 4,9                            | Kleingmain                            | 423 m                                 |
| Haltepunkt / Haltestelle (Strecke außer Betrieb) | 6,0                            | Morzg                                 | 430 m                                 |
| Haltepunkt / Haltestelle (Strecke außer Betrieb) | 6,6                            | Einöde (1907 bis 1909)                | Einöde (1907 bis 1909)                |
| Bahnhof (Strecke außer Betrieb) | 7,1                            | Hellbrunn                             | 436 m                                 |
| Bahnhof (Strecke außer Betrieb) | 8,9                            | Anif                                  | 440 m                                 |
| Bahnhof (Strecke außer Betrieb) | 10,8                           | Grödig                                | 447 m                                 |
| Haltepunkt / Haltestelle (Strecke außer Betrieb) | 11,5                           | Buchbichl (ab 1949)                   | Buchbichl (ab 1949)                   |
| Bahnhof (Strecke außer Betrieb) | 12,3                           | St. Leonhard-Gartenau                 | 453 m                                 |
| Haltepunkt / Haltestelle (Strecke außer Betrieb) | 12,8                           | St. Leonhard-Drachenloch (ab 1892)    | St. Leonhard-Drachenloch (ab 1892)    |
| Bahnhof (Strecke außer Betrieb) | 13,2                           | Drachenloch (bis 1892)                | Drachenloch (bis 1892)                |
| Bahnhof (Strecke außer Betrieb) | 13,6                           | Hangender Stein                       | 461 m                                 |
| Strecke (außer Betrieb) |                                | nach Berchtesgaden                    | nach Berchtesgaden                    |

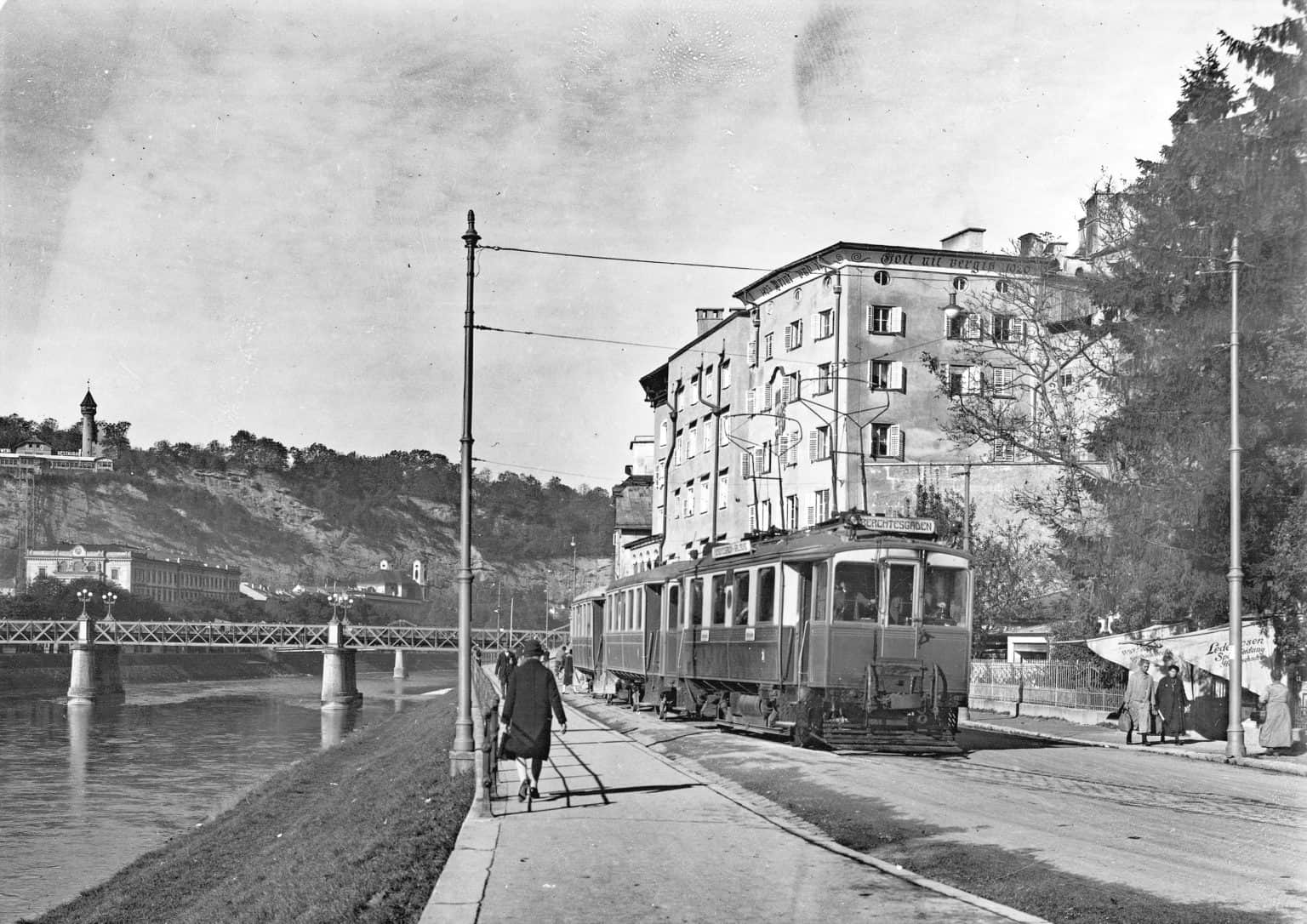
Auf der Imbergstraße direkt neben der Salzach

Die Bahnstrecke Salzburg–Hangender Stein, meist als Lokalbahn oder umgangssprachlich als Rote Elektrische bezeichnet, war eine 13,6 Kilometer lange Lokalbahn in Österreich. Die normalspurige und elektrifizierte Strecke führte vom Salzburger Lokalbahnhof nach Grödig. Dort bestand im Bahnhof Hangender Stein Anschluss an die Bahnstrecke Berchtesgaden–Hangender Stein, mit der die hier beschriebene Strecke betrieblich eng verbunden war. Im Zentrum von Salzburg wiederum bestand eine enge Verknüpfung mit der ehemaligen Straßenbahn Salzburg, zwischen Lokalbahnhof und Fünfhaus teilten sich beide Verkehrsmittel die, hierfür 1909 zweigleisig ausgebaute,  Strecke. Eine weitere Verknüpfung bestand mit der anschließenden Bahnstrecke Salzburg–Lamprechtshausen, die bis heute existiert und abgrenzend zur hier behandelten Südlinie beziehungsweise Südlokalbahn nach Hangender Stein meist als Nordlinie beziehungsweise Nordlokalbahn bezeichnet wurde.

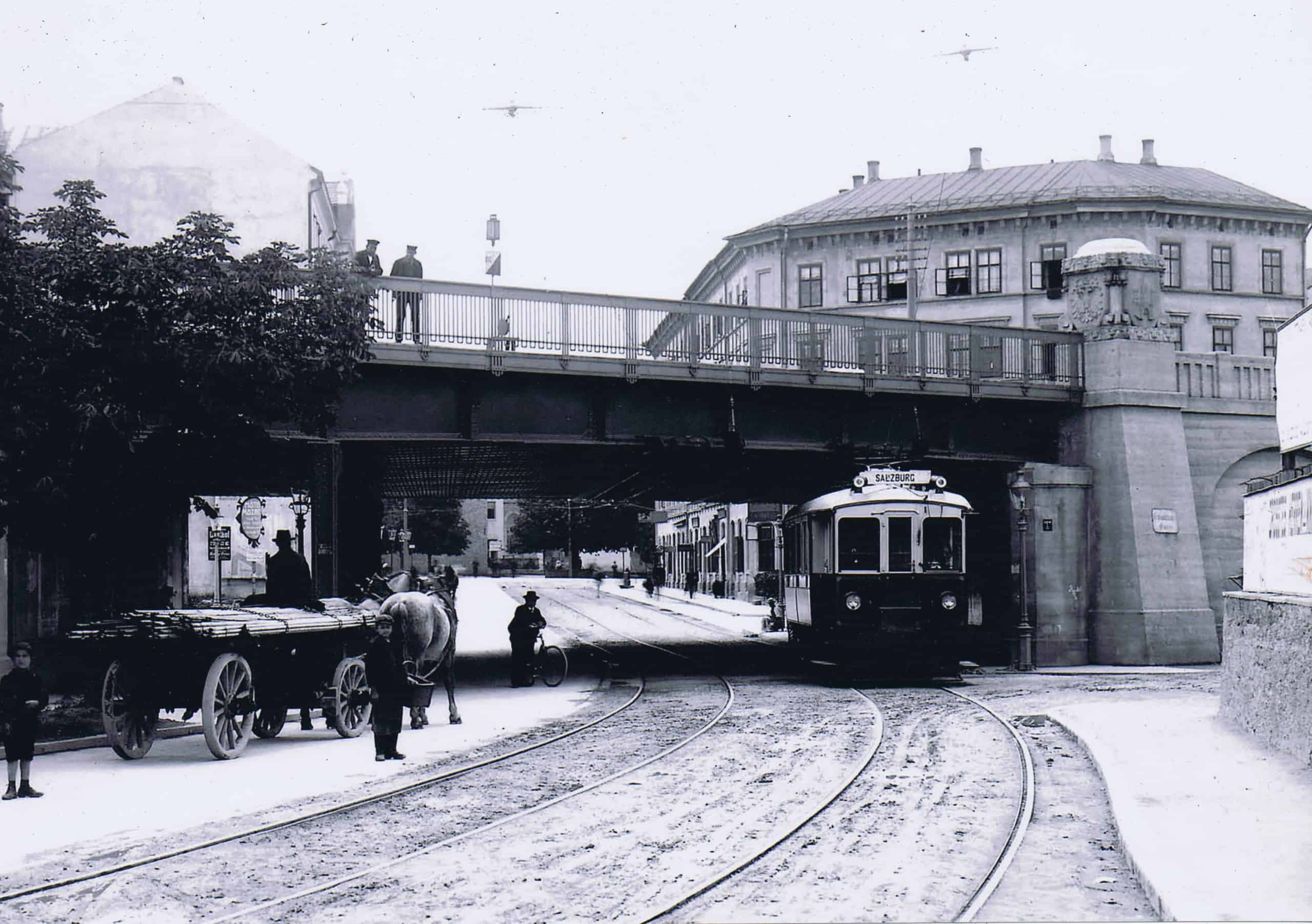
Unter der Brücke der Staatsbahnstrecke Salzburg – München

Zuständiges Verkehrsunternehmen für die Bahnstrecke Salzburg–Hangender Stein war die Salzburger Eisenbahn- und Tramwaygesellschaft (SETG). Nach der 1948 erfolgten Abwicklung der SETG waren die Städtischen Verkehrsbetriebe Salzburg für die Strecke verantwortlich, die wiederum 1950 in den Salzburger Stadtwerken aufgingen.

## Geschichte

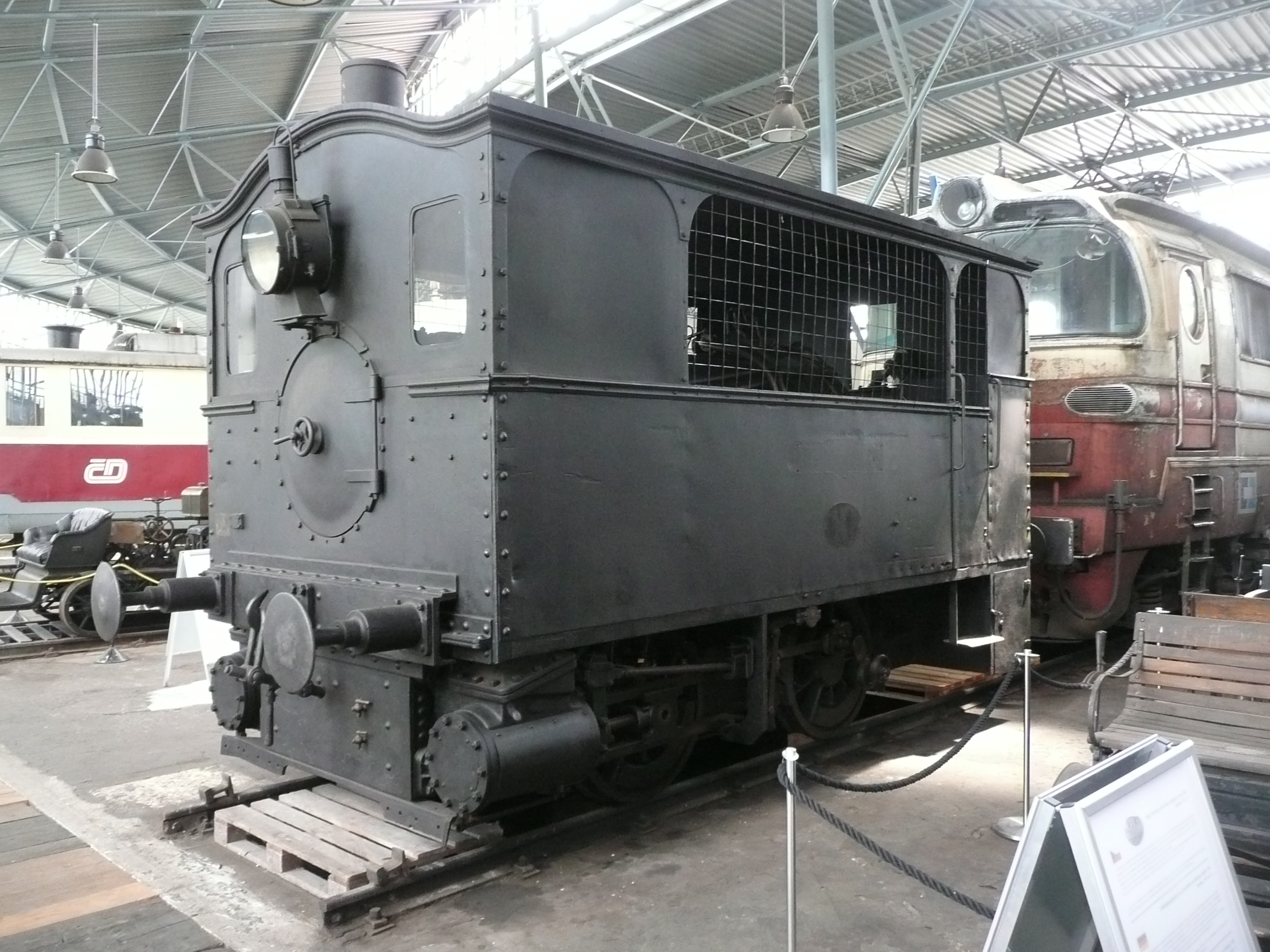
Erhalten gebliebene Dampfstraßenbahnlokomotive Gartenau, ausgestellt im Depot Chomutov des Technischen Nationalmuseums in Prag

In den Jahren 1884 und 1885 bemühten sich der Direktor der Linzer Tramwaygesellschaft Alexander Werner und der Zivilingenieur Franz Kreuter um eine Genehmigung zum Bau und Betrieb einer Bahn vom damaligen Salzburger Staatsbahnhof in Richtung bayerische Staatsgrenze. Am 21. April 1885 erhielt Werner schließlich die Konzession für eine Lokalbahn. Die Bauarbeiten begannen im Juni 1886, die anfänglich als Dampfstraßenbahn betriebene Strecke wurde in drei Teilabschnitten eröffnet:
- 10. August 1886: Salzburg Hauptbahnhof–Zentrum–Äußerer Stein
- 29. August 1886: Äußerer Stein–Hellbrunn
- 20. November 1886: Hellbrunn–Drachenloch

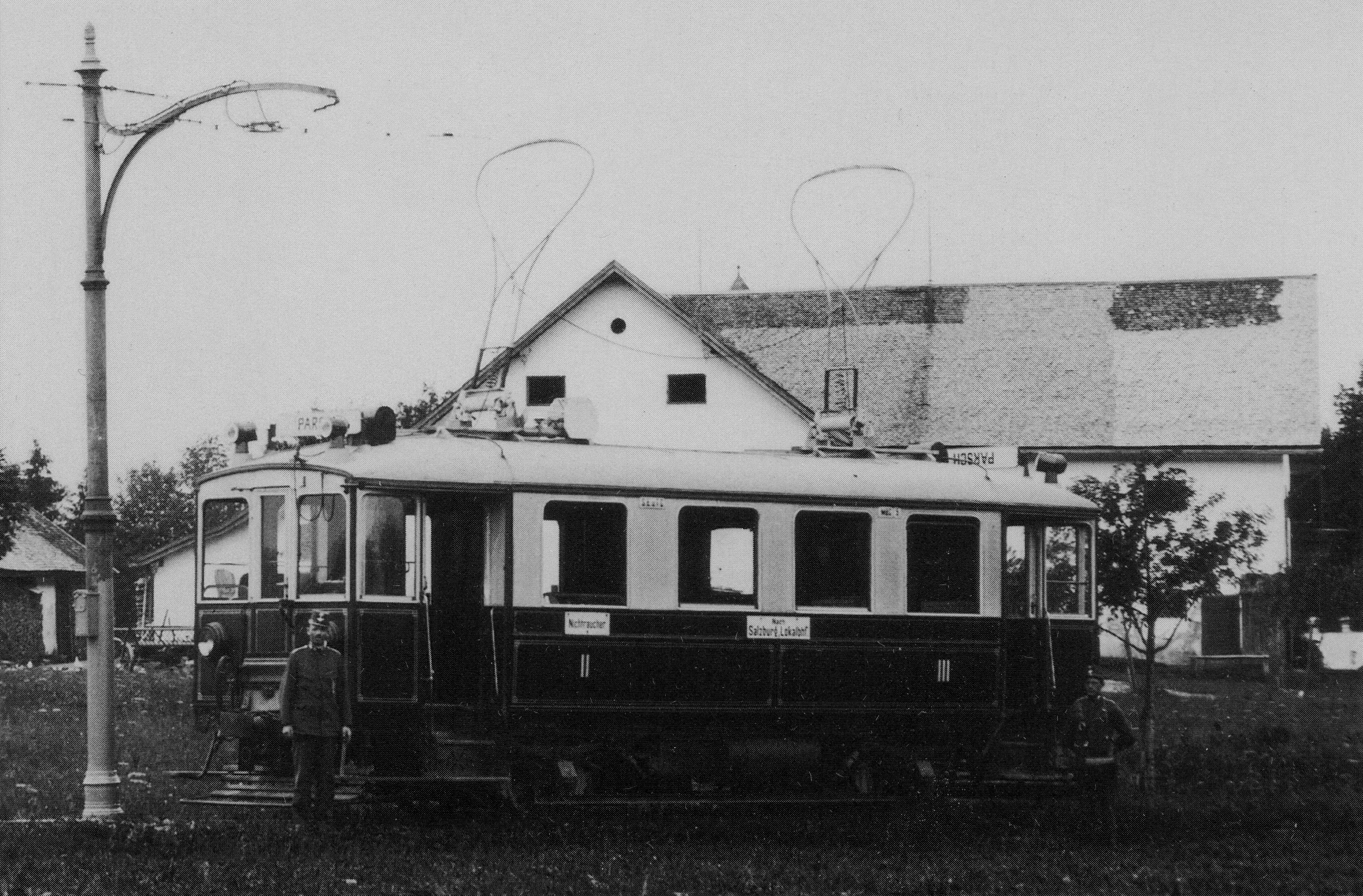
Ein Wagen der Roten Elektrischen in Parsch (1909)

Bis Nonntal war die Lokalbahn dabei wie eine Straßenbahn trassiert, erst im weiteren Verlauf stand ein eigener Bahnkörper zur Verfügung. Am 31. August 1892 verkürzte man die Strecke um circa 400 Meter, als die neue Endstation St. Leonhard-Drachenloch die alte Endstation Drachenloch ersetzte.
Am 1. Mai 1893 ging schließlich die 1,8 Kilometer lange Zweigstrecke zwischen Äußerer Stein und Bahnhof Salzburg-Parsch in Betrieb, damit war auch eine Verbindung zur Talstation der Gaisbergbahn sowie zur Salzburg-Tiroler-Bahn hergestellt. Sie ermöglichte es den Güterzügen die Innenstadt zu umgehen, die Waren konnten fortan in Parsch an die Staatsbahn übergeben werden. Ergänzend zu den Dampfstraßenbahnzügen fuhren 1893 und zwischen 1895 und 1902 auch Straßenbahn-Pferdebahnwagen nach Parsch. Ebenso wurde die Lokalbahn zwischen 1887 und 1908 auch auf dem Abschnitt Lokalbahnhof–Bazar durch zusätzliche Pferdebahnwagen verstärkt. Die spätere elektrische Straßenbahn nutzte die Lokalbahnstrecke hingegen nur noch zwischen Lokalbahnhof und Fünfhaus.

### Ausbau und Elektrifizierung
Am 1. Oktober 1907 ging die Verlängerung zwischen St. Leonhard-Drachenloch und Hangender Stein in Betrieb. Der Grenzbahnhof Hangender Stein wurde gemeinsam mit den Königlich Bayerischen Staatseisenbahnen betrieben, die ihre von Berchtesgaden kommende Strecke ebenfalls am 1. Oktober 1907 dorthin verlängerte. Kurz darauf, am 1. Juli 1909, nahm man den elektrischen Betrieb zwischen Salzburg und Hangender Stein auf, nachdem die bayerische Strecke dorthin bereits seit dem 15. Januar 1908 elektrifiziert war. Als Stromsystem wurde im österreichischen Abschnitt 850 Volt Gleichstrom gewählt. Im Unterschied dazu wurde der bayerische Abschnitt mit 1000 Volt Gleichstrom elektrifiziert. Dieser Unterschied rührte aus der Streckenführung: der bayerische Abschnitt war durchgängig auf einem eigenen Bahnkörper, der österreichische Abschnitt hingegen größtenteils auf öffentlichen Straßen geführt worden. Im Güterverkehr waren die Dampflokomotiven aber noch bis 1919 im Einsatz.
Es bestand eine durchgehende Gemeinschaftslinie von Salzburg nach Berchtesgaden, auf dieser verkehrten grün lackierte Fahrzeuge der Königlich Bayerischen Staatseisenbahnen bis Salzburg und rot lackierte Wagen der SETG bis Berchtesgaden. Die Fahrzeuge des Typs MBCL waren baugleich, zudem existierten einheitliche Tarife und ein grenzüberschreitender Personaleinsatz.
Nachdem der Abschnitt St. Leonhard–Hangender Stein bereits am 2. Oktober 1938 zusammen mit dem angrenzenden bayerischen Streckenabschnitt eingestellt worden war, folgte zum 31. Oktober 1953 auch die Stilllegung des Restbetriebs. Ursächlich hierfür war der zunehmende Individualverkehr und der damit verbundene Straßenausbau.

## S-Link
Ungefähr im Verlauf der alten Trasse ist seit 2021 die als S-Link bezeichnete Regionalstadtbahn Salzburg in Vorbereitung.